# Konakoffie

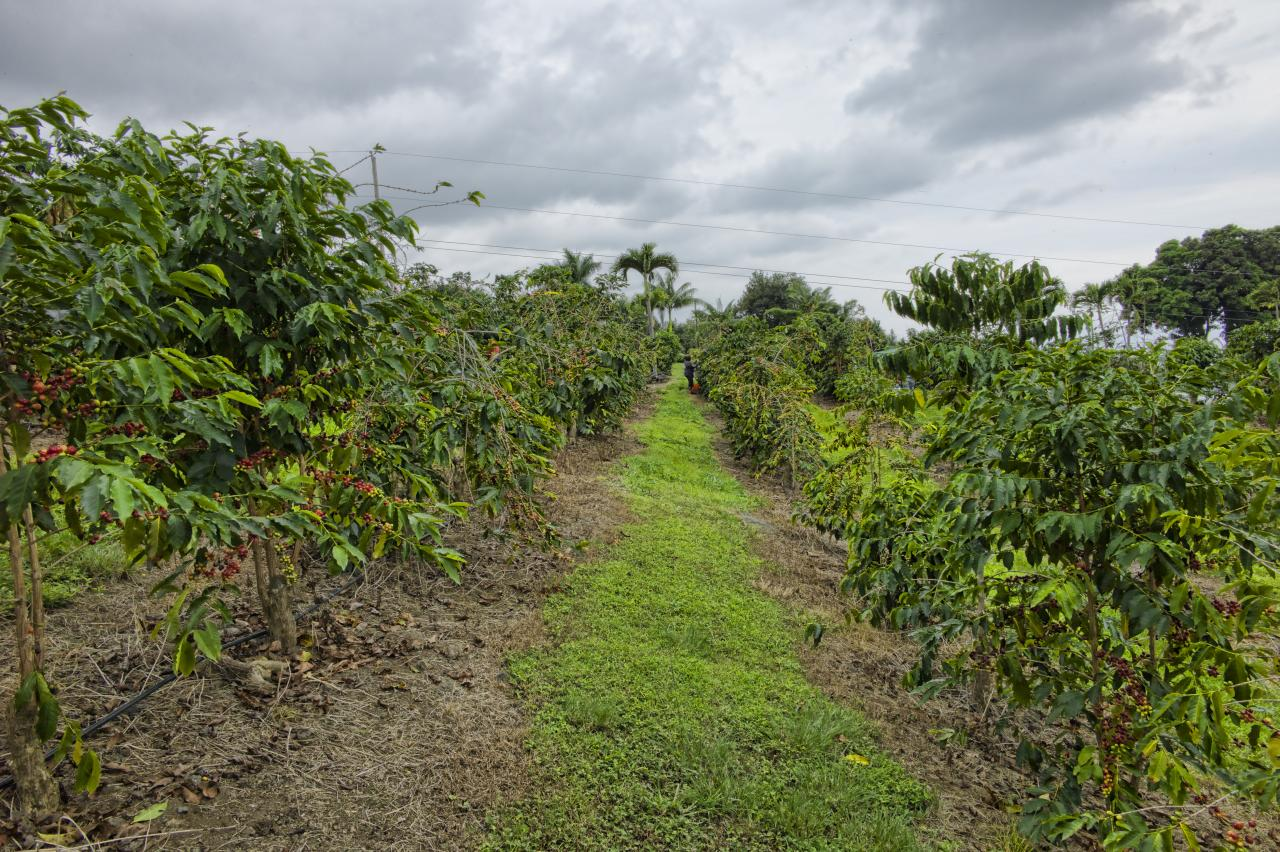
Koffieplantage op Hawaï

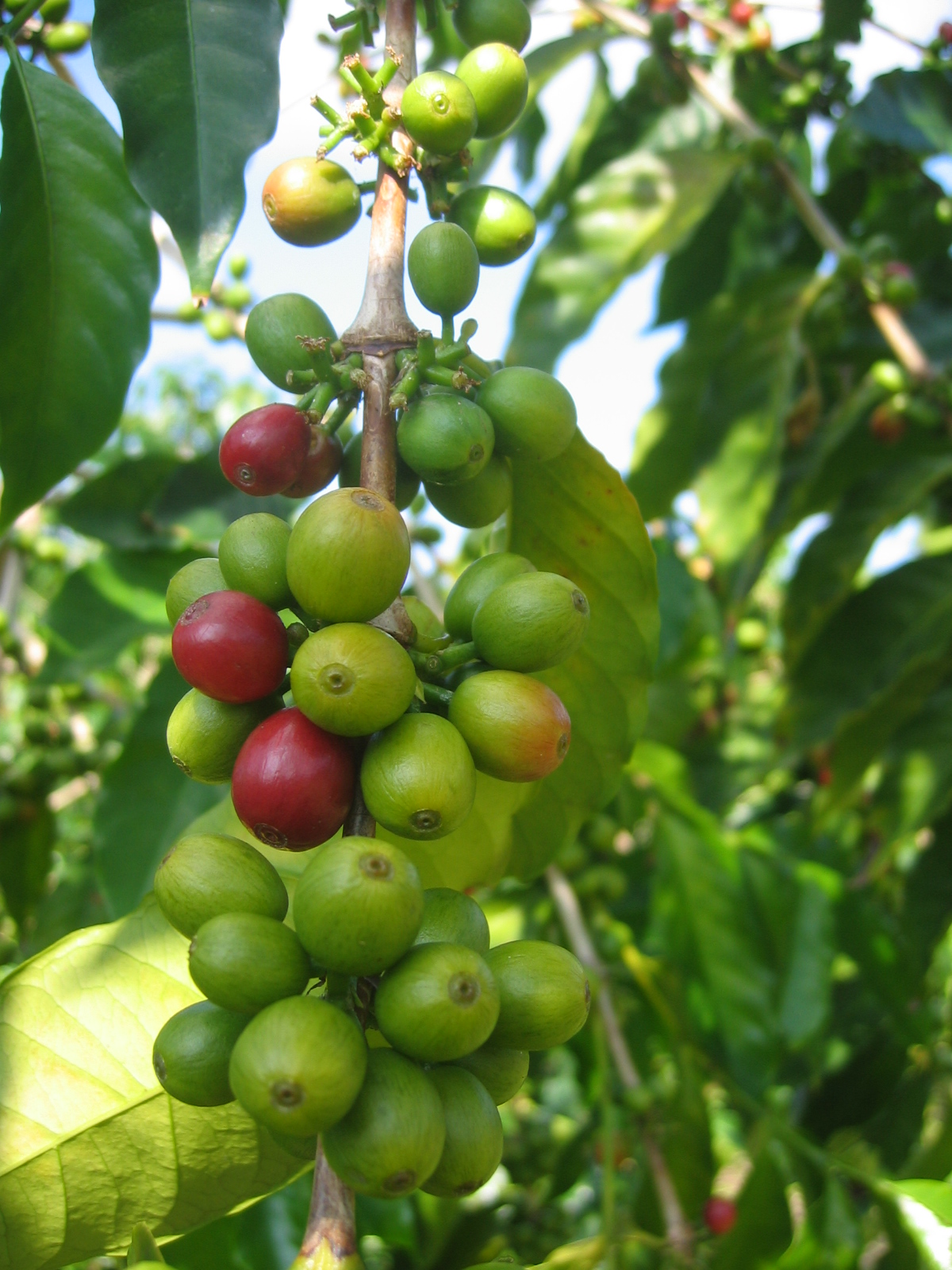
Hawaïaanse koffiebessen

Konakoffie is koffie die geteeld wordt op de hellingen van de vulkanen Hualalai en Mauna Loa in het zuidwesten van Hawaï. Deze koffie staat in de top tien van hoogst gewaardeerde koffiesoorten.
De teelt gaat terug op stekken van Braziliaanse Arabica-planten die in 1828 werden geïmporteerd door Samuel Ruggles.
In het gebied van ongeveer negen vierkante kilometer nabij Kailua zijn circa 800, merendeels kleine, plantages gevestigd. Door het tropische microklimaat van deze streek - goed beschut tegen passaatwind, zon in de morgen en regen in de middag - en de zeer vruchtbare bodem heeft deze koffie een typische fruitige smaak.
Doordat het aanbouwgebied klein is, is deze koffie zeldzaam en duur en werd er vaak gesjoemeld met de aanduiding 'kona' op de verpakking van mengproducten. Ook tegenwoordig wordt nog het begrip 'kona blend' gebruikt voor melanges, waarin soms slechts een minimum van 10% echte konakoffie verwerkt is.
Ter bescherming van hun regionale product gebruiken de producenten van authentieke konakoffie sinds 2000 de door Amerikaans patentrecht beschermde aanduiding "100% Kona coffee". Hawaï is overigens van de VS de enige staat met koffieplantages.

## Afbeeldingen

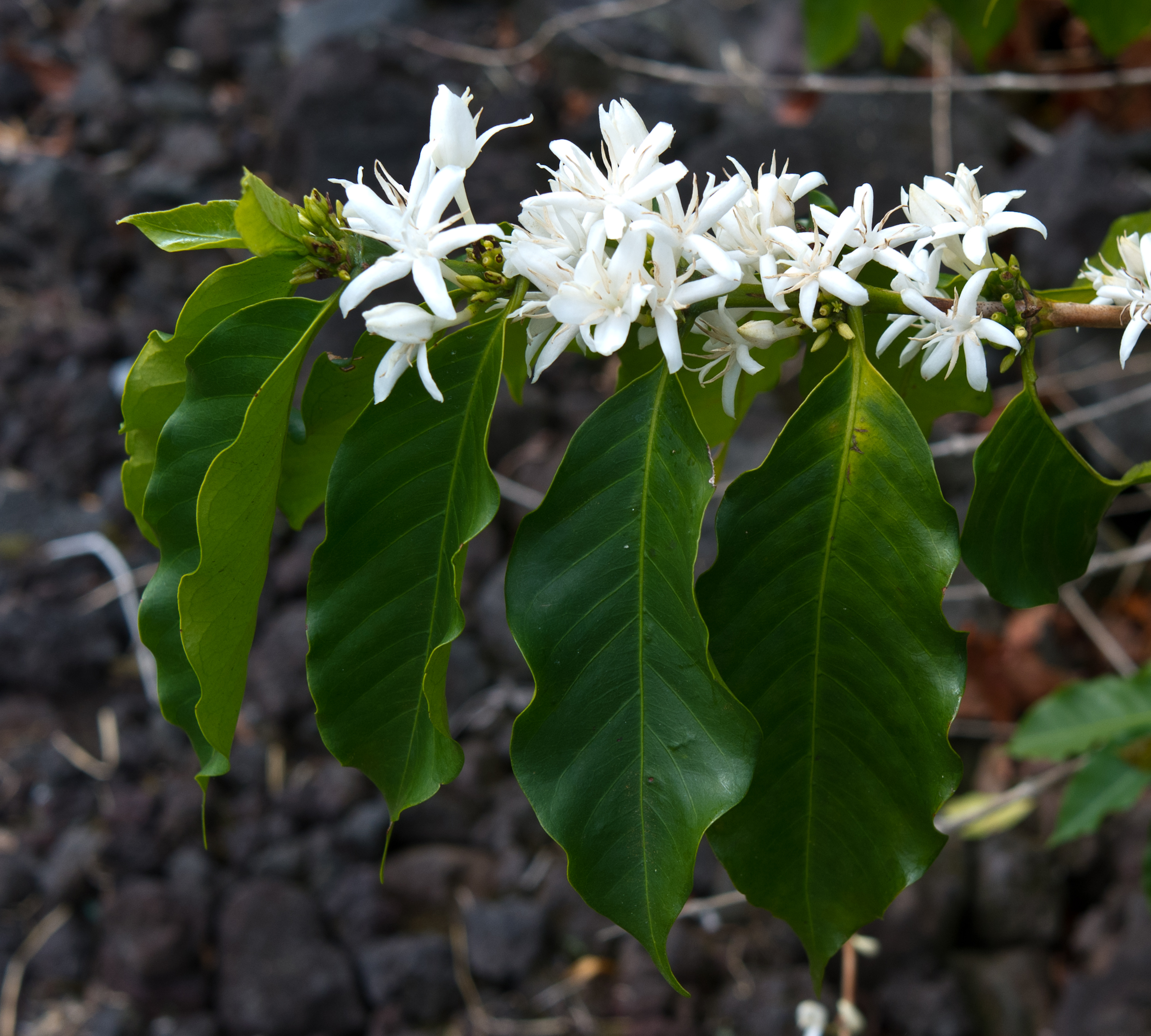
'Konasneeuw'
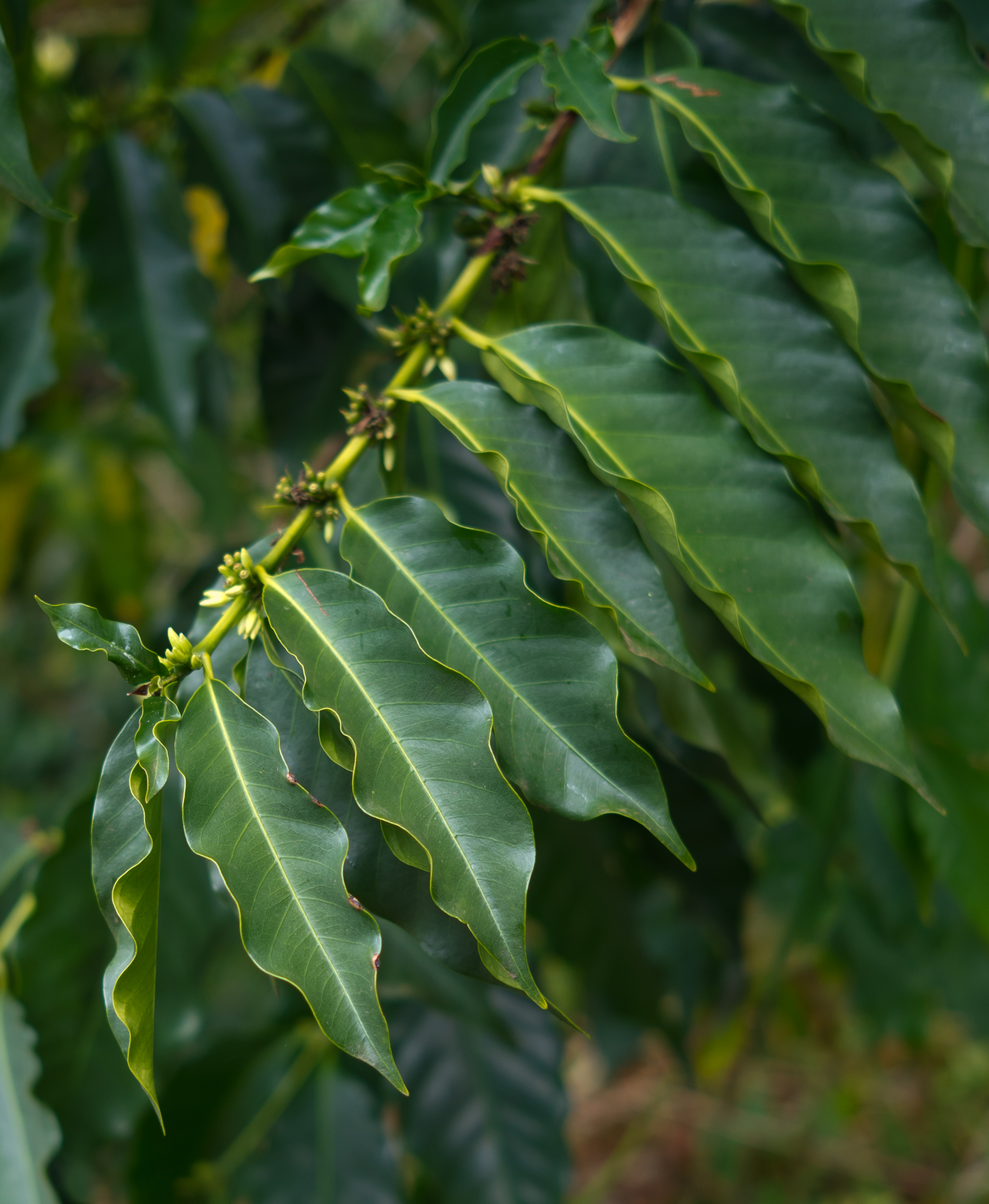
Blad
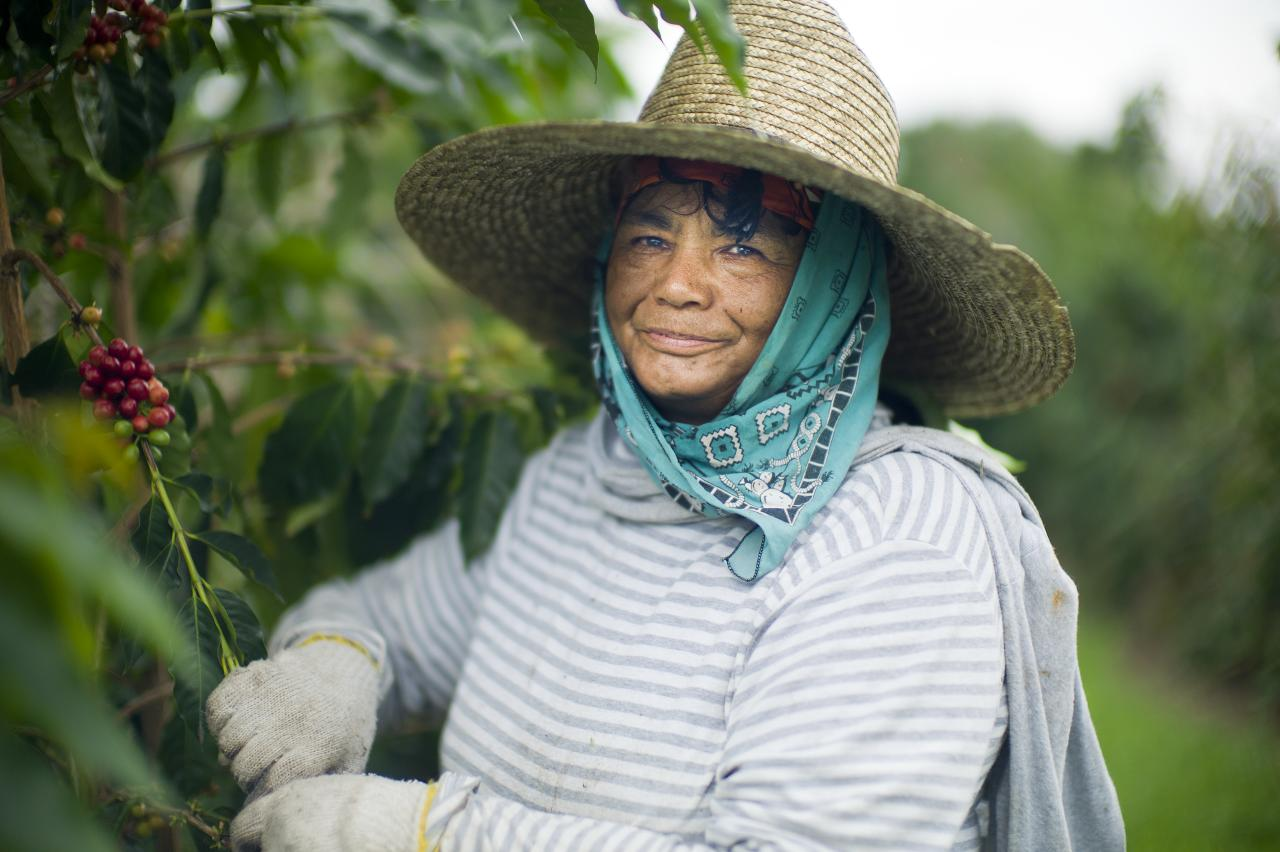
Oogsthelper
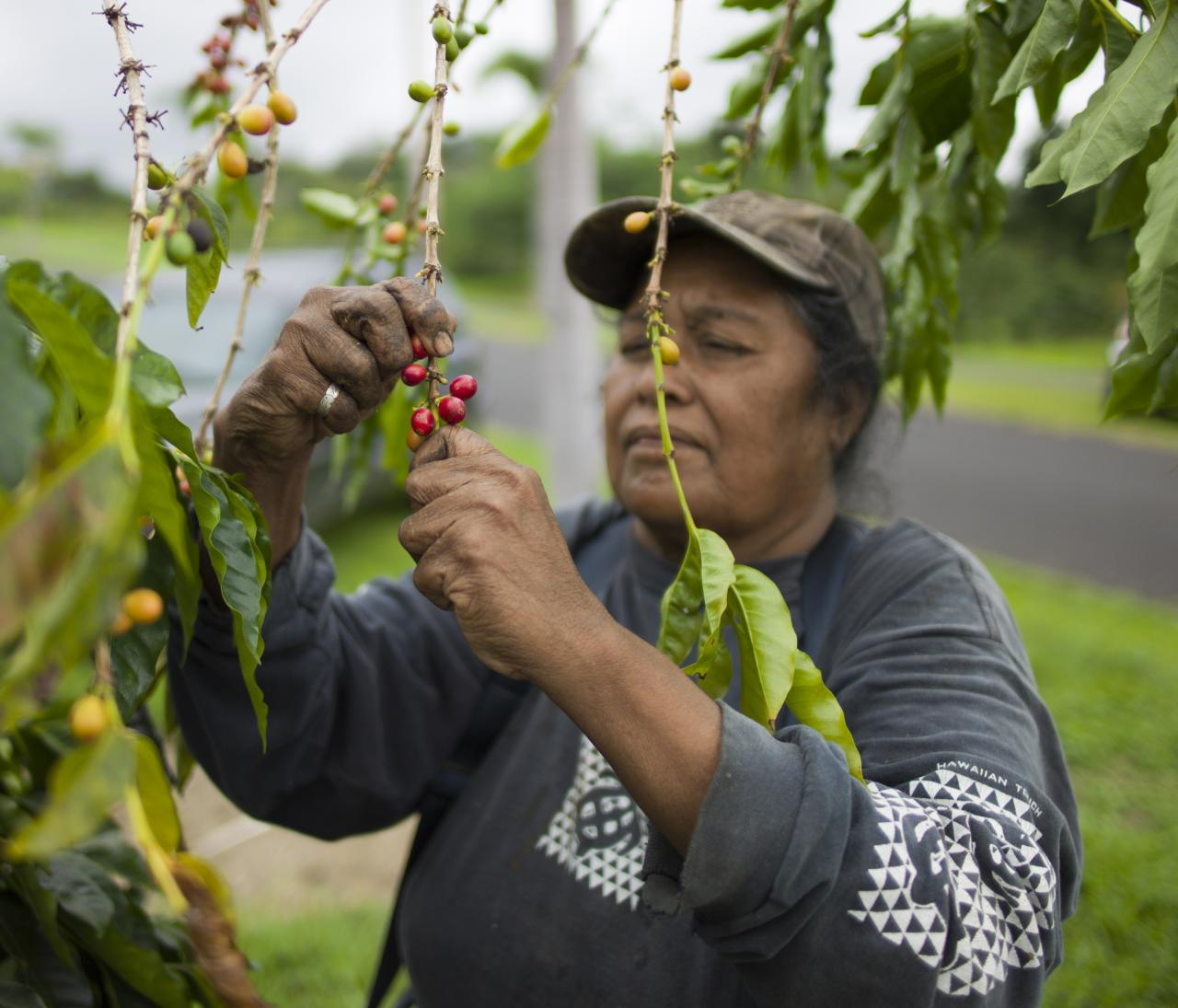
Oogsthelper
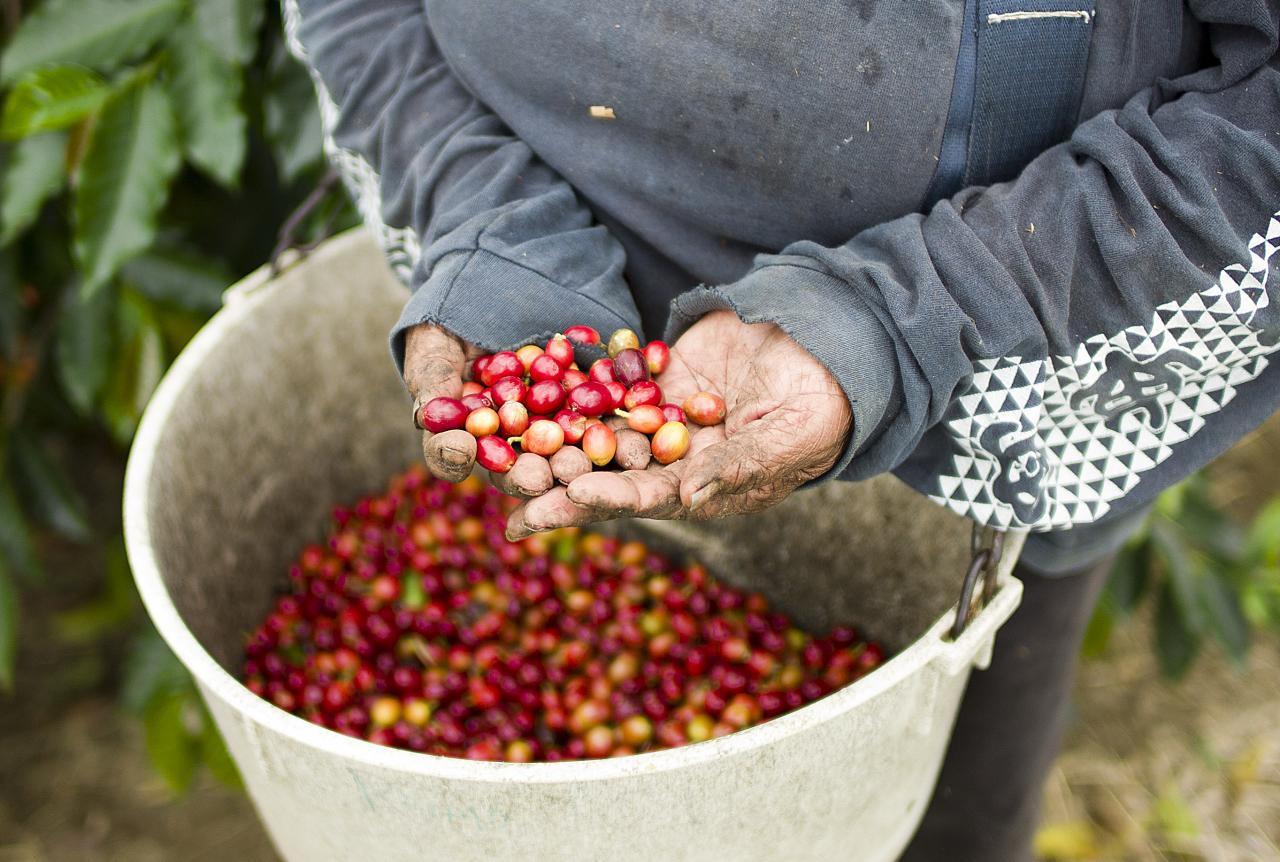
Rijpe bessen
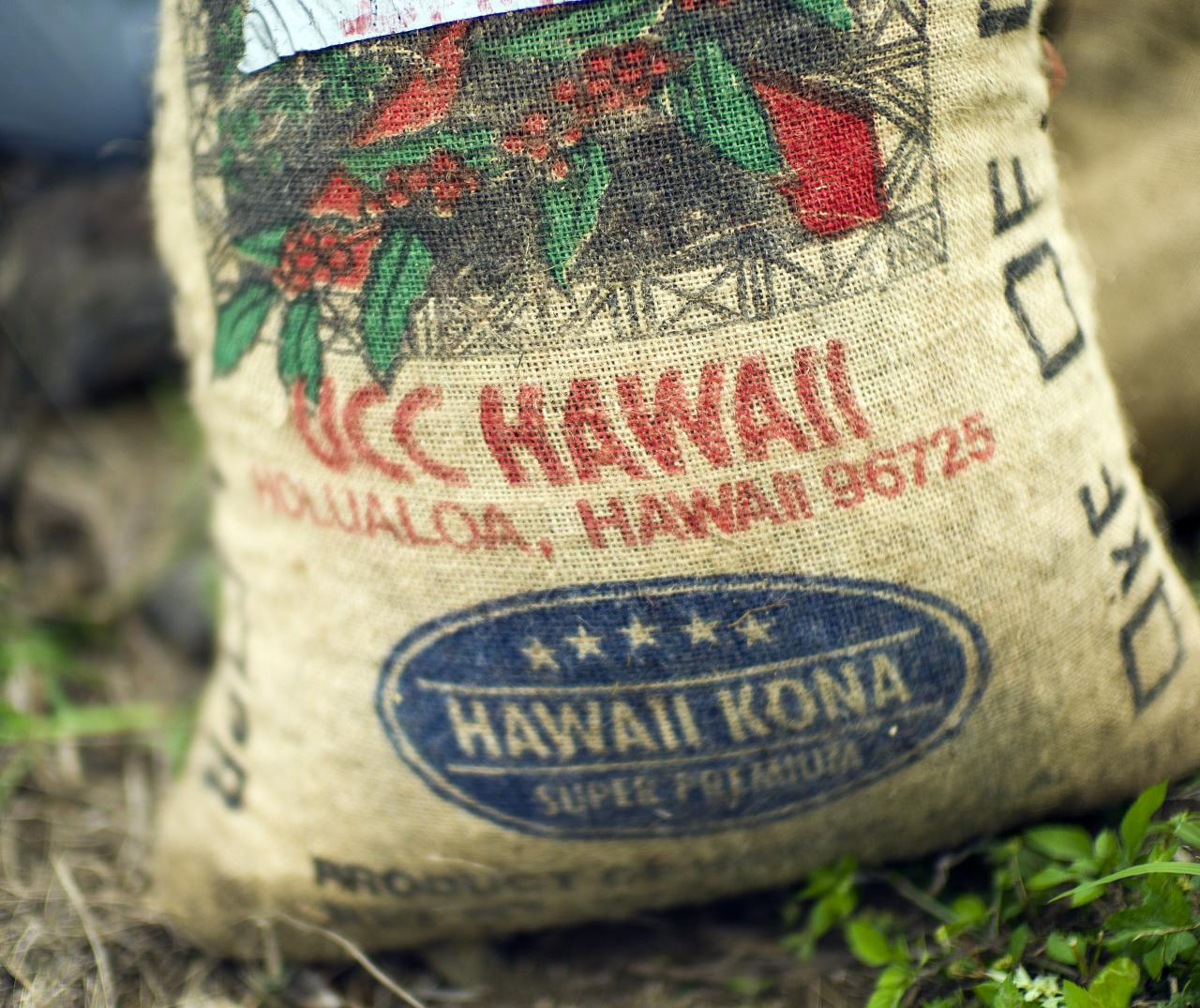
Oogstzak
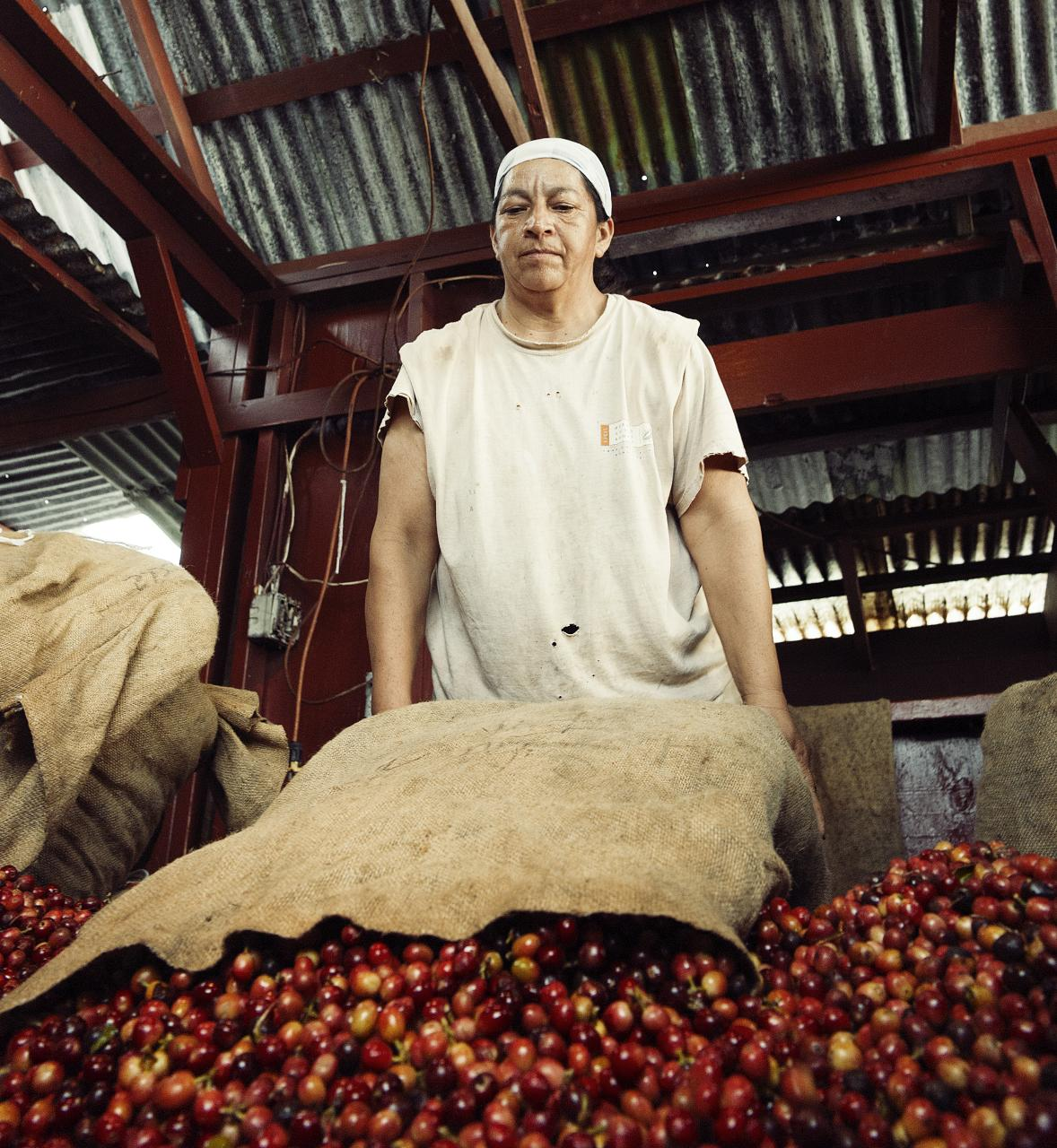
Verwerking